# Lilla Vintjärnen
Lilla Vintjärnen är en sjö i Norbergs kommun i Västmanland och ingår i Norrströms huvudavrinningsområde.